# کوه گرانیت
کوه گرانیت (به انگلیسی: Granite Mountain) یک کوه در ایالات متحده آمریکا است که در شهرستان کیتیتاس، واشینگتن واقع شده‌است. کوه گرانیت ۲٬۱۷۷٫۵۲ متر بالاتر از سطح دریا واقع شده‌است.